# Вудвил (Охајо)
Вудвил (енгл. Woodville) град је у америчкој савезној држави Охајо.

## Демографија
По попису из 2010. године број становника је 2.135, што је 158 (8,0%) становника више него 2000. године.
| Група             | 2000.         | 2010.         |
| Белци             | 1.895 (95,9%) | 1.975 (92,5%) |
| Афроамериканци    | 3 (0,2%)      | 6 (0,3%)      |
| Азијати           | 0 (0,0%)      | 17 (0,8%)     |
| Хиспаноамериканци | 63 (3,2%)     | 128 (6,0%)    |
| Укупно            | 1.977         | 2.135         |